# Raymond Lachal
Raymond Lachal est un homme politique français collaborationniste, né le 4 mai 1898 à Marsac-en-Livradois, dans le département du Puy-de-Dôme et mort le 11 janvier 1963 à Ambert.

## Biographie
Ancien combattant, grand mutilé de la guerre de 1914-1918, employé de la Caisse d'épargne, il devient adjoint au maire d'Ambert puis, en 1932, député du Puy-de-Dôme avec le soutien de Pierre Laval.  Membre de l'Alliance démocratique il est proche d'André Tardieu et rejoint le groupe parlementaire constitué autour de ce dernier, le Centre républicain.
Réélu en 1936, il siège à l'Alliance des républicains de gauche et des radicaux indépendants, le nouveau groupe parlementaire unifié de l'Alliance démocratique. Il accède à la mairie d'Ambert en 1938.
Il vote, le 10 juillet 1940, en faveur de la remise des pleins pouvoirs au maréchal Pétain. À l'instar de son mentor Pierre Laval, il s'engage alors dans la collaboration et appartient à l'aile la plus pro-allemande du nouveau régime. Remplaçant François Valentin, il devient en juin 1942 directeur général de la Légion française des combattants dont il veut faire la cellule-mère du Parti unique sur lequel le régime doit s'appuyer - tentative vouée à l'échec. Il est titulaire de la Francisque gallique n°1127.
Il comparaît devant la Cour de justice de Paris en octobre 1949 ; il bénéficie d'un arrêt d'acquittement.

## Sources
- « Raymond Lachal », dans le Dictionnaire des parlementaires français (1889-1940), sous la direction de Jean Jolly, PUF, 1960 [détail de l’édition].